# Decaturville (Tennessee)
Decaturville es un pueblo ubicado en el condado de Decatur en el estado estadounidense de Tennessee. En el Censo de 2010 tenía una población de 867 habitantes y una densidad poblacional de 201,29 personas por km².

## Geografía
Decaturville se encuentra ubicado en las coordenadas 35°34′55″N 88°7′10″O / 35.58194, -88.11944. Según la Oficina del Censo de los Estados Unidos, Decaturville tiene una superficie total de 4.31 km², de la cual 4.31 km² corresponden a tierra firme y (0%) 0 km² es agua.

## Demografía
Según el censo de 2010, había 867 personas residiendo en Decaturville. La densidad de población era de 201,29 hab./km². De los 867 habitantes, Decaturville estaba compuesto por el 85.24% blancos, el 12.8% eran afroamericanos, el 0.23% eran amerindios, el 0% eran asiáticos, el 0.12% eran isleños del Pacífico, el 0% eran de otras razas y el 1.61% pertenecían a dos o más razas. Del total de la población el 1.38% eran hispanos o latinos de cualquier raza.